# عصوية المروج
عصوية المروج أو الإفليوم المرجي أو افليوم نوع نباتي يتبع جنس العصوية الفصيلة النجيلية. اسمه العلمي (باللاتينية: Phleum pratense) و(بالإنجليزية: Timothy)‏.
موطنه الأصلي أوروبا ومناطق حوض البحر الأبيض المتوسط. ينمو بشكل أفضل في البيئات الباردة ويخف نموه في وسط الصيف (شهر آب). لا يتحمل الجفاف أو الحرارة العالية وبالمقابل ينمو جيداً في الأراضي الغدقة. يعتبر اليوم من أهم المحاصيل العلفية في الولايات المتحدة وكندا وأوروبا. تبنه عالي الجودة من حيث القيمة الغذائية، ولكن إنتاجيته أقل من محاصيل مثل الإصبعية المتجمعة أو الفالاريس القصبي.

## الوصف النباتي
نبات عشبي معمر ينتشر بالإشطاءات ويكون جعثنا عند قاعدة الساق.

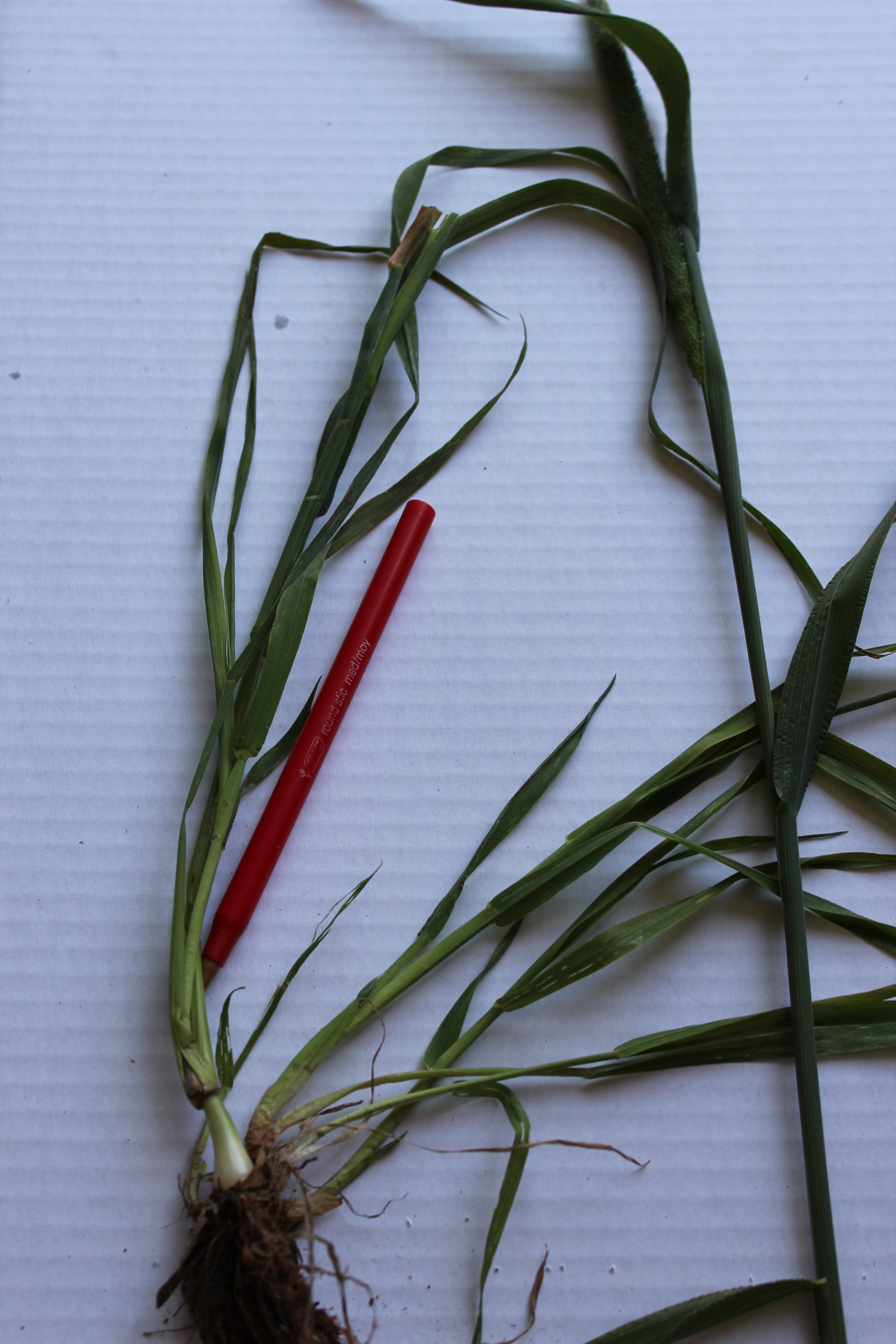
جعثن نبات الإفليوم المرجي